# 분스이정
분스이정(分水町)은 니가타현 니시칸바라군에 설치되었던 정이다. 2006년 3월 20일 (구) 쓰바메시, 요시다정과 합병해 쓰바메시가 되어 소멸했다.
마을 이름은, 이 땅에서 시나노 강과 분기해, 마을의 남서쪽을 흐르는 오카와즈 분수에서 유래한다. (구)쓰바메시로의 통근율은 11.3%(2005년 인구 조사).

## 역사
- 1954년 - 1정 2촌이 합병해 분스이정이 성립하였다.
- 2006년 3월 20일 - 쓰바메시, 요시다정과 합병해 쓰바메시가 되어 소멸하였다.

## 교통

### 철도
- 동일본 여객철도
  - 에치고선

### 도로
- 국도 116호선